# اوستاد نوروز پینه‌دوز
اوستاد نوروز پینه‌دوز نمایشنامه‌ای از میرزا احمدخان کمال‌الوزاره محمودی است که سال ۱۲۹۸ (خورشیدی) یا ۱۹۱۹ (میلادی) در تهران با نام اوس‍ت‍اد ن‍وروز پ‍ی‍ن‍ه‌دوز: ن‍م‍ای‍ش‌ اخ‍لاق‍ی‌، ادب‍ی‌، اج‍ت‍م‍اع‍ی‌ منتشر شد.
داستان آن درباره پیرمرد پینه‌دوز فقیری به نام "اوستاد نوروز" است که با وجود داشتن دو همسر، هرگاه زن زیبایی را می‌بیند هوس ازدواج می‌کند.